# Jack Hilton (cầu thủ bóng đá)
John "Jack" Hilton (sinh ngày 20 tháng 2 năm 1925) là một cựu cầu thủ bóng đá người Anh từng thi đấu ở vị trí tiền đạo. Ông có 3 lần ra sân ở English football League cùng với Wrexham. Ông cũng thi đấu cho Hyde United, trong mùa giải 1949–50, ghi 27 bàn trong 29 trận ở giải vô địch.